# Alea iacta est
Àlea iacta est és una locució llatina d'ús actual que significa literalment 's'ha tirat el dau', 'el dau ha estat llançat' o 'la sort ha estat donada'. És una expressió atribuïda per Suetoni a Juli Cèsar en el moment de travessar el riu Rubicó, límit entre Itàlia i la Gàl·lia Cisalpina (província que el Senat Romà li havia assignat). Amb aquest pas, es va rebel·lar contra l'autoritat del Senat i va donar inici a la llarga Segona guerra civil romana contra Gneu Pompeu Magne i els Optimates.